# Gun Gordillo

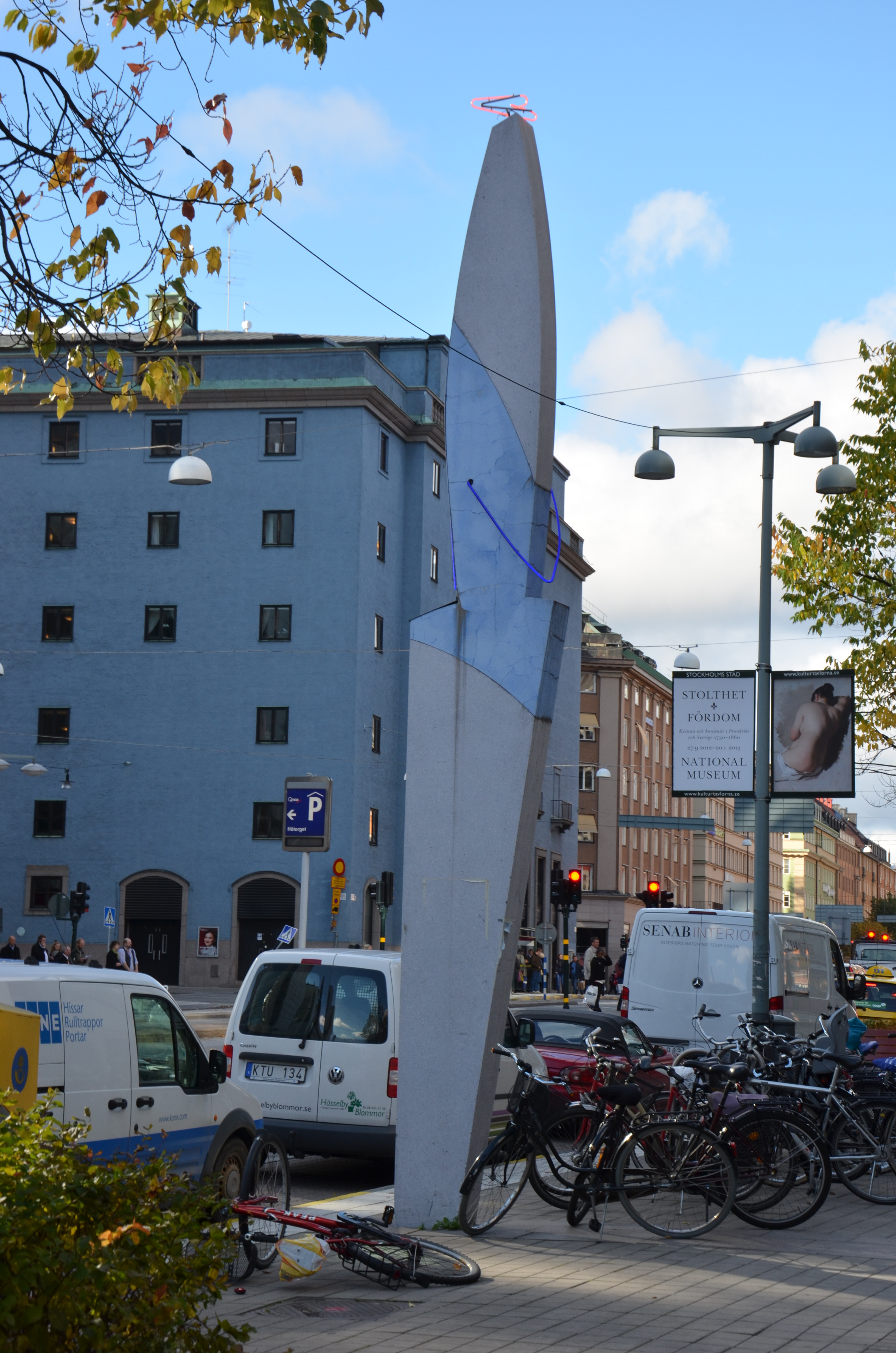
Skulptur med neon i Stockholm

Gun Gordillo, född Gustavsson 14 augusti 1945 i Lund, är en svensk-dansk skulptör.

## Biografi
Gun Gordillo utbildade sig för bland annat Gunnar Aagaard Andersen på Det Kongelige Danske Kunstakademi 1969–75 i Köpenhamn, där hon senare också arbetat som lärare. Hon hade sin första separatutställning på Galleri Legér i Malmö 1977. Hon arbetar ofta med ljusarrangemang i neon i sina verk, som ofta kännetecknas av lätthet och flyktighet.
Gun Gordillo var gift med den danske konstnären Freddy Fraek från 1988 till makens död 2016. Paret bodde i Frankrike i 15 år, innan de flyttade tillbaka till Danmark. De har gjort ett flertal offentliga konstverk tillsammans.

## Offentliga verk i urval

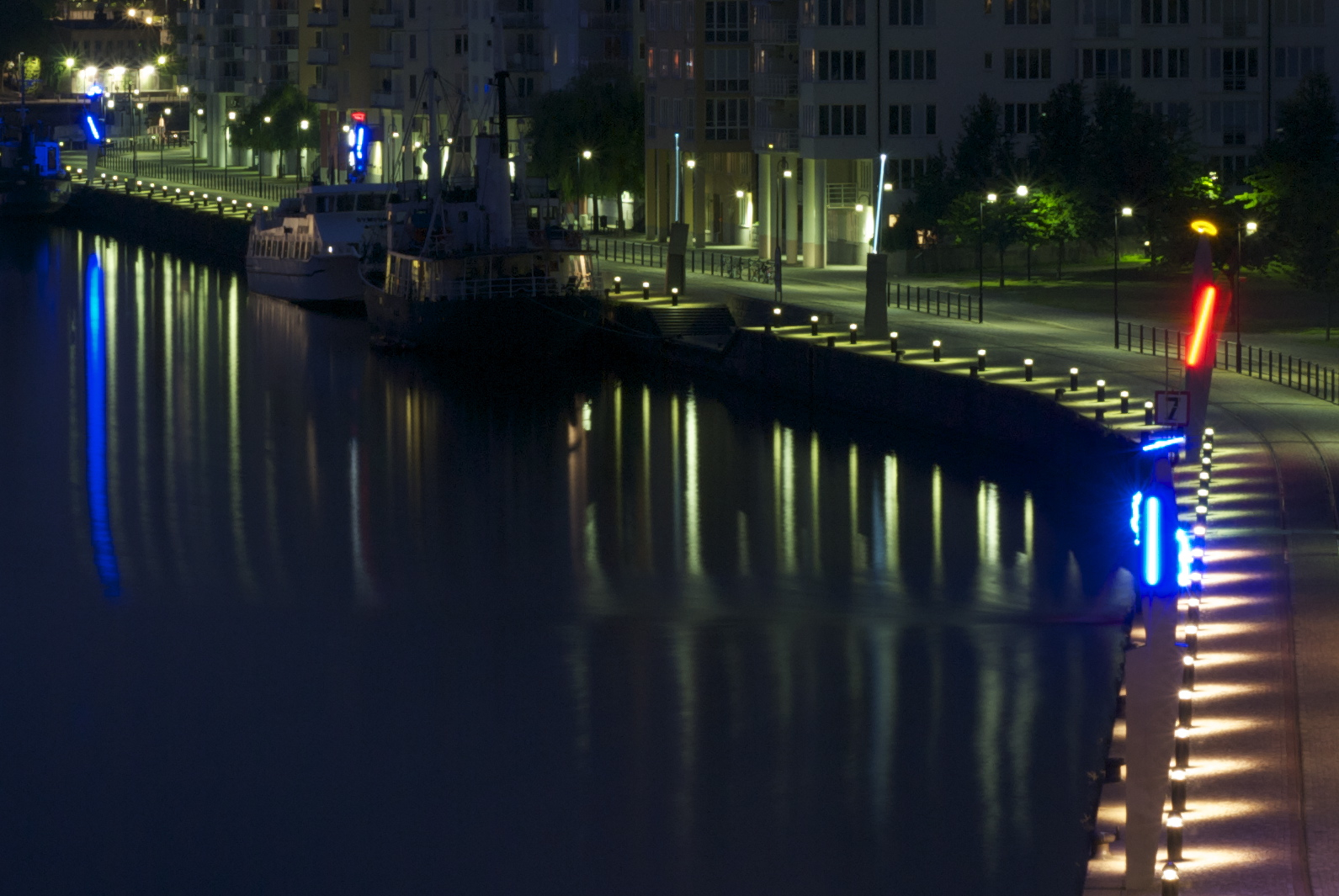
G1 - G7 i Norra Hammarbyhamnen.

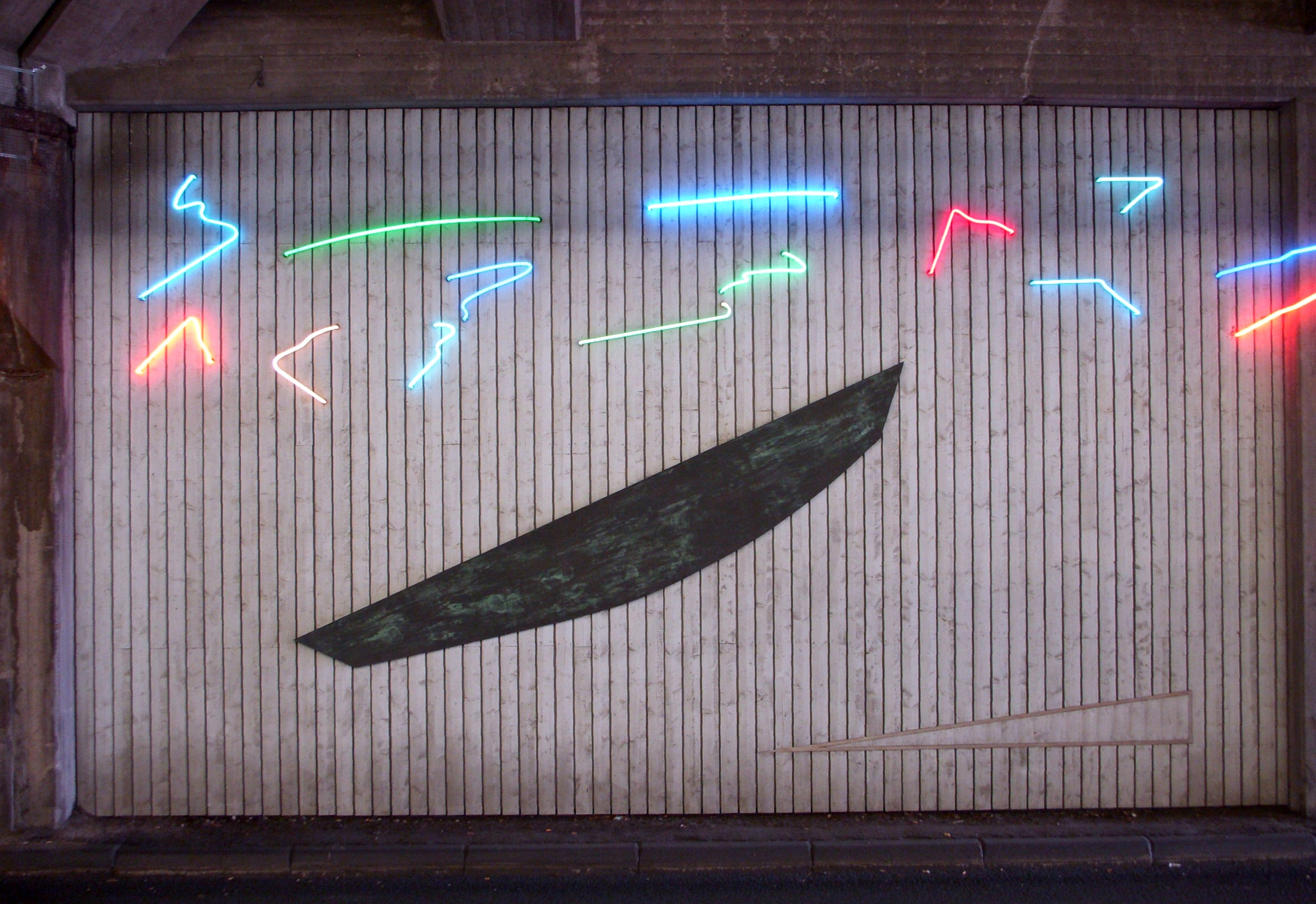
Neonkonst i Slussen (1998).

- Neonskulpturer (1987), bussterminalen vid Slussen i Stockholm
- The Inner/Outer Space (1987), järnvägsstationen i Fredericia (tillsammans med Freddy Fraek)
- Passage i rött (1988), granit, neon, Allétorget i Klippan (tillsammans med Freddy Fraek)
- F1 – F7 (1988), terrazzo, stål, koppar, neon, strandpromenaden i Norra Hammarbyhamnen i Stockholm (tillsammans med Freddy Fraek)
- G1 – G7 (1988), strandpromenaden i Norra Hammarbyhamnen i Stockholm
- G8, Torkel Knutssonsgatan 2 i Stockholm
- Neonslingor (1990), i Forum Nacka, Nacka
- Utsmyckning (1997), bly, trä, neon, vid Gate C1 på Kastrups flygplats i Köpenhamn
- Neo-Nea (1997), Robert Nilssons Plats, Borås
- Neonslingor i plattformstaket på tunnelbanestation Hötorget i Stockholm (1998)
- Notation, neon, i foajén till Gävle konserthus (1998)
- Skulptur med neon (1998), Sveavägen i Stockholm
- Neonkonst i Slussen (1998), Stockholm
- Arketyper, metall och neon, hisshallarna i Norrtälje sjukhus
- Tecken (2004), cortenstål, neon, Trelleborgs lasarett